# Felixstowe F5L

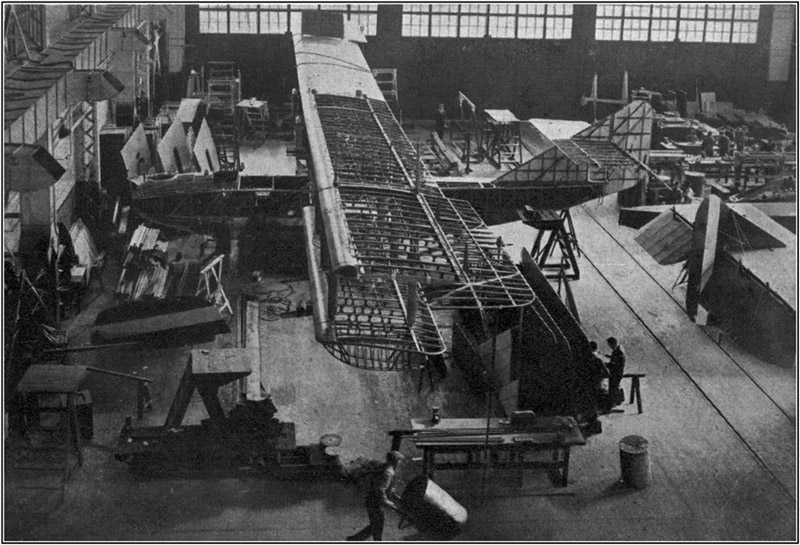
F5L đang chế tạo tại Naval Aircraft Factory, Philadelphia, 1920.

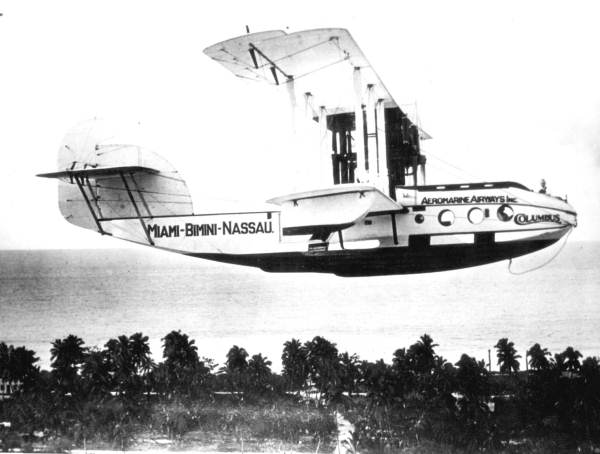
Aeromarine 75.

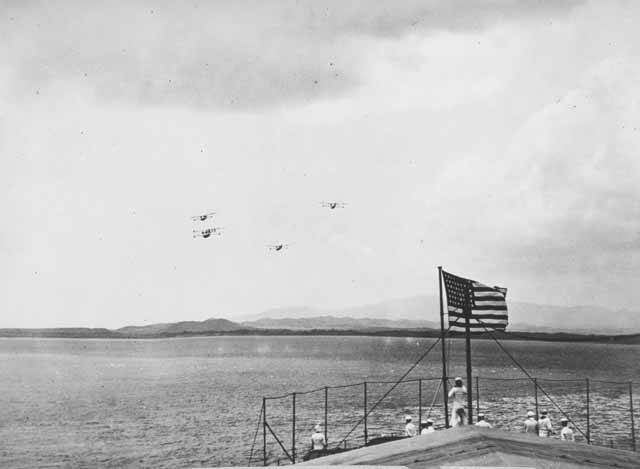
Tới Guantanamo từ Panama

F5L là một loại tàu bay trong seri Felixstowe F, do John Cyril Porte phát triển ở Anh trong Chiến tranh thế giới I và được sản xuất ở Hoa Kỳ.

## Quốc gia sử dụng
Argentina
- Không quân Hải quân Argentina

 Hoa Kỳ
- Aeromarine Airways
- Hải quân Hoa Kỳ

## Tính năng kỹ chiến thuật
Dữ liệu lấy từ Smithsonian National Air and Space Museum
Đặc điểm tổng quát
- Kíp lái: 2
- Sức chứa: 12-14 hành khách
- Chiều dài: 49 ft 4 in (15,04 m)
- Sải cánh: 103 ft 9 in (31,62 m)
- Chiều cao: 18 ft 9 in (5,72 m)
- Diện tích cánh: 1.397 sq. ft (129,8 m²)
- Trọng lượng rỗng: 8.720 lb (3.955 kg)
- Trọng lượng có tải: 14.334 lb (6.508 kg)
- Động cơ: 2 × Liberty 12A, 400 hp (kW)  mỗi chiếc

 Hiệu suất bay 
- Tầm bay: 830 mi (1335 km)